# Gulagundi, Ron
Gulagundi là một làng thuộc tehsil Ron, huyện Gadag, bang Karnataka, Ấn Độ.